# Боги
Боги (фр. Bogy) насеље је и општина у источној Француској у региону Рона-Алпи, у департману Ардеш која припада префектури Турнон сир Рон.
По подацима из 2011. године у општини је живело 378 становника, а густина насељености је износила 53,85 становника/km². Општина се простире на површини од 7,02 km². Налази се на средњој надморској висини од 372 метара (максималној 403 m, а минималној 239 m).

## Демографија
| 1962. | 1968. | 1975. | 1982. | 1990. | 1999. | 2011. |
| ----- | ----- | ----- | ----- | ----- | ----- | ----- |
| 146   | 166   | 179   | 201   | 245   | 263   | 378   |

График промене броја становника у току последњих година